# Andrea Dettling
Andrea Dettling (Altendorf, 19 januari 1987) is een Zwitsers alpineskiester.

## Carrière
Dettling beleefde haar doorbraak op de wereldkampioenschappen voor junioren in 2006 door hier vierde te worden op de afdaling. Op 6 januari 2007 maakte ze haar wereldbekerdebuut op de reuzenslalom in Kranjska Gora.
Tijdens het seizoen 2007/2008 nam ze voornamelijk deel aan de Europacup. Met een overwinning en zes podiumplaatsen bereikte ze de zesde plaats in het algemeen klassement en de derde plek in het afdalingsklassement. Haar beste resultaat in een wereldbekerwedstrijd is een derde plaats, die ze op 26 januari 2009 in Cortina d'Ampezzo op de Super G behaalde.
In 2010 nam Dettling een eerste keer deel aan de Olympische Winterspelen. In Vancouver eindigde ze twaalfde op de Super G.

## Resultaten

### Wereldkampioenschappen
| Jaar | Plaats      | Resultaten                                       |
| ---- | ----------- | ------------------------------------------------ |
| 2009 | Val d'Isère | 22e Reuzenslalom DNF Supercombinatie DNF Super G |

### Olympische Spelen
| Jaar | Plaats    | Resultaten                                       |
| ---- | --------- | ------------------------------------------------ |
| 2010 | Vancouver | 12e Super-G 23e Supercombinatie DNF Reuzenslalom |

### Wereldbeker

#### Eindklasseringen
| Seizoen   | Algm | AD  | RS  | SG  | SC  |
| --------- | ---- | --- | --- | --- | --- |
| 2007/2008 | 109e | -   | -   | 40e | -   |
| 2008/2009 | 17e  | 20e | 44e | 5e  | 15e |
| 2009/2010 | 109e | -   | -   | 40e | -   |
| 2010/2011 | 83e  | 39e | -   | 31e | -   |
| 2011/2012 | -    | -   | -   | -   | -   |
| 2012/2013 | 93e  | 41e | -   | 39e | 35e |